# Dodonaea camfieldii
Dodonaea camfieldii Maiden & Betche  är en kinesträdsväxt.
Dodonaea camfieldii ingår i släktet Dodonaea och familjen kinesträdsväxter. 
Inga underarter finns listade i Catalogue of Life.